# Hala paulyi
Hala paulyi là một loài nhện trong họ Pisauridae.
Loài này thuộc chi Hala. Hala paulyi được Rudy Jocqué miêu tả năm 1994.